# Mistrovství Evropy v judu 2015 – muži – lehká váha (-73 kg)
Zápasy v judu na I. Evropský hrách / mistrovství Evropy v kategorii lehkých vah mužů proběhly v Baku, 26. června 2015.

## Finále
| finále             |           |
| ------------------ | --------- |
| Nugzar Tatalašvili | Sagi Muki |
| Sagi Muki          | Sagi Muki |

## Opravy / O bronz
Poražení čtvrtfinalisté se utkávají mezi sebou v opravách. Vítězové oprav následně vyzvou poražené semifinalisty v boji o bronzovou medaili.
| opravy         | o bronz          |                  |
| -------------- | ---------------- | ---------------- |
| Nikola Gusić   | Rok Drakšič      | Rok Drakšič      |
| Rok Drakšič    | Rok Drakšič      | Rok Drakšič      |
|                | Děnis Jarcev     | Rok Drakšič      |
| Miklós Ungvári | Dex Elmont       | Dirk Van Tichelt |
| Dex Elmont     | Dex Elmont       | Dirk Van Tichelt |
|                | Dirk Van Tichelt | Dirk Van Tichelt |

## Pavouk
|   | 1/64                 | 1/32                 | 1/16               | čtvrtfinále        | semifinále         | finále             |
| - | -------------------- | -------------------- | ------------------ | ------------------ | ------------------ | ------------------ |
| A | volný los            | Rustam Orudžov       | Jaromír Ježek      | Nikola Gusić       | Dirk Van Tichelt   | Nugzar Tatalašvili |
| A | volný los            | Rustam Orudžov       | Jaromír Ježek      | Nikola Gusić       | Dirk Van Tichelt   | Nugzar Tatalašvili |
| A | Christopher Völk     | Jaromír Ježek        | Jaromír Ježek      | Nikola Gusić       | Dirk Van Tichelt   | Nugzar Tatalašvili |
| A | Jaromír Ježek        | Jaromír Ježek        | Jaromír Ježek      | Nikola Gusić       | Dirk Van Tichelt   | Nugzar Tatalašvili |
| A | volný los            | Cédric Bessi         | Nikola Gusić       | Nikola Gusić       | Dirk Van Tichelt   | Nugzar Tatalašvili |
| A | volný los            | Cédric Bessi         | Nikola Gusić       | Nikola Gusić       | Dirk Van Tichelt   | Nugzar Tatalašvili |
| A | Akil Gjakova         | Nikola Gusić         | Nikola Gusić       | Nikola Gusić       | Dirk Van Tichelt   | Nugzar Tatalašvili |
| A | Nikola Gusić         | Nikola Gusić         | Nikola Gusić       | Nikola Gusić       | Dirk Van Tichelt   | Nugzar Tatalašvili |
| A | volný los            | Dirk Van Tichelt     | Dirk Van Tichelt   | Dirk Van Tichelt   | Dirk Van Tichelt   | Nugzar Tatalašvili |
| A | volný los            | Dirk Van Tichelt     | Dirk Van Tichelt   | Dirk Van Tichelt   | Dirk Van Tichelt   | Nugzar Tatalašvili |
| A | Artem Chomula        | Damian Szwarnowiecki | Dirk Van Tichelt   | Dirk Van Tichelt   | Dirk Van Tichelt   | Nugzar Tatalašvili |
| A | Damian Szwarnowiecki | Damian Szwarnowiecki | Dirk Van Tichelt   | Dirk Van Tichelt   | Dirk Van Tichelt   | Nugzar Tatalašvili |
| A | volný los            | Eduard Nicolaescu    | Kiyoshi Uematsu    | Dirk Van Tichelt   | Dirk Van Tichelt   | Nugzar Tatalašvili |
| A | volný los            | Eduard Nicolaescu    | Kiyoshi Uematsu    | Dirk Van Tichelt   | Dirk Van Tichelt   | Nugzar Tatalašvili |
| A | volný los            | Kiyoshi Uematsu      | Kiyoshi Uematsu    | Dirk Van Tichelt   | Dirk Van Tichelt   | Nugzar Tatalašvili |
| A | volný los            | Kiyoshi Uematsu      | Kiyoshi Uematsu    | Dirk Van Tichelt   | Dirk Van Tichelt   | Nugzar Tatalašvili |
| B | volný los            | Nugzar Tatalašvili   | Nugzar Tatalašvili | Nugzar Tatalašvili | Nugzar Tatalašvili | Nugzar Tatalašvili |
| B | volný los            | Nugzar Tatalašvili   | Nugzar Tatalašvili | Nugzar Tatalašvili | Nugzar Tatalašvili | Nugzar Tatalašvili |
| B | Bayram Ceylan        | Florent Urani        | Nugzar Tatalašvili | Nugzar Tatalašvili | Nugzar Tatalašvili | Nugzar Tatalašvili |
| B | Florent Urani        | Florent Urani        | Nugzar Tatalašvili | Nugzar Tatalašvili | Nugzar Tatalašvili | Nugzar Tatalašvili |
| B | volný los            | Ljubiša Kovačević    | Ljubiša Kovačević  | Nugzar Tatalašvili | Nugzar Tatalašvili | Nugzar Tatalašvili |
| B | volný los            | Ljubiša Kovačević    | Ljubiša Kovačević  | Nugzar Tatalašvili | Nugzar Tatalašvili | Nugzar Tatalašvili |
| B | volný los            | Tommy Macias         | Ljubiša Kovačević  | Nugzar Tatalašvili | Nugzar Tatalašvili | Nugzar Tatalašvili |
| B | volný los            | Tommy Macias         | Ljubiša Kovačević  | Nugzar Tatalašvili | Nugzar Tatalašvili | Nugzar Tatalašvili |
| B | volný los            | Rok Drakšič          | Rok Drakšič        | Rok Drakšič        | Nugzar Tatalašvili | Nugzar Tatalašvili |
| B | volný los            | Rok Drakšič          | Rok Drakšič        | Rok Drakšič        | Nugzar Tatalašvili | Nugzar Tatalašvili |
| B | Andrea Regis         | Alexej Romančik      | Rok Drakšič        | Rok Drakšič        | Nugzar Tatalašvili | Nugzar Tatalašvili |
| B | Alexej Romančik      | Alexej Romančik      | Rok Drakšič        | Rok Drakšič        | Nugzar Tatalašvili | Nugzar Tatalašvili |
| B | volný los            | Dmitrij Fedosejenkov | Andre Alves        | Rok Drakšič        | Nugzar Tatalašvili | Nugzar Tatalašvili |
| B | volný los            | Dmitrij Fedosejenkov | Andre Alves        | Rok Drakšič        | Nugzar Tatalašvili | Nugzar Tatalašvili |
| B | volný los            | Andre Alves          | Andre Alves        | Rok Drakšič        | Nugzar Tatalašvili | Nugzar Tatalašvili |
| B | volný los            | Andre Alves          | Andre Alves        | Rok Drakšič        | Nugzar Tatalašvili | Nugzar Tatalašvili |
| C | volný los            | Děnis Jarcev         | Děnis Jarcev       | Děnis Jarcev       | Děnis Jarcev       | Sagi Muki          |
| C | volný los            | Děnis Jarcev         | Děnis Jarcev       | Děnis Jarcev       | Děnis Jarcev       | Sagi Muki          |
| C | Eoin Fleming         | Hasan Vanlıoğlu      | Děnis Jarcev       | Děnis Jarcev       | Děnis Jarcev       | Sagi Muki          |
| C | Hasan Vanlıoğlu      | Hasan Vanlıoğlu      | Děnis Jarcev       | Děnis Jarcev       | Děnis Jarcev       | Sagi Muki          |
| C | volný los            | Mihails Steinbuks    | Javier Ramírez     | Děnis Jarcev       | Děnis Jarcev       | Sagi Muki          |
| C | volný los            | Mihails Steinbuks    | Javier Ramírez     | Děnis Jarcev       | Děnis Jarcev       | Sagi Muki          |
| C | volný los            | Javier Ramírez       | Javier Ramírez     | Děnis Jarcev       | Děnis Jarcev       | Sagi Muki          |
| C | volný los            | Javier Ramírez       | Javier Ramírez     | Děnis Jarcev       | Děnis Jarcev       | Sagi Muki          |
| C | volný los            | Miklós Ungvári       | Miklós Ungvári     | Miklós Ungvári     | Děnis Jarcev       | Sagi Muki          |
| C | volný los            | Miklós Ungvári       | Miklós Ungvári     | Miklós Ungvári     | Děnis Jarcev       | Sagi Muki          |
| C | Jorgos Azoidis       | Jorgos Azoidis       | Miklós Ungvári     | Miklós Ungvári     | Děnis Jarcev       | Sagi Muki          |
| C | Marco Maddaloni      | Jorgos Azoidis       | Miklós Ungvári     | Miklós Ungvári     | Děnis Jarcev       | Sagi Muki          |
| C | volný los            | Jakub Ječmínek       | Pierre Duprat      | Miklós Ungvári     | Děnis Jarcev       | Sagi Muki          |
| C | volný los            | Jakub Ječmínek       | Pierre Duprat      | Miklós Ungvári     | Děnis Jarcev       | Sagi Muki          |
| C | Laša Šavdatuašvili   | Pierre Duprat        | Pierre Duprat      | Miklós Ungvári     | Děnis Jarcev       | Sagi Muki          |
| C | Pierre Duprat        | Pierre Duprat        | Pierre Duprat      | Miklós Ungvári     | Děnis Jarcev       | Sagi Muki          |
| D | volný los            | Dex Elmont           | Dex Elmont         | Dex Elmont         | Sagi Muki          | Sagi Muki          |
| D | volný los            | Dex Elmont           | Dex Elmont         | Dex Elmont         | Sagi Muki          | Sagi Muki          |
| D | Vadim Šoka           | Vadim Šoka           | Dex Elmont         | Dex Elmont         | Sagi Muki          | Sagi Muki          |
| D | Sami Chouchi         | Vadim Šoka           | Dex Elmont         | Dex Elmont         | Sagi Muki          | Sagi Muki          |
| D | volný los            | Igli Ramosacaj       | Serhij Drebot      | Dex Elmont         | Sagi Muki          | Sagi Muki          |
| D | volný los            | Igli Ramosacaj       | Serhij Drebot      | Dex Elmont         | Sagi Muki          | Sagi Muki          |
| D | volný los            | Serhij Drebot        | Serhij Drebot      | Dex Elmont         | Sagi Muki          | Sagi Muki          |
| D | volný los            | Serhij Drebot        | Serhij Drebot      | Dex Elmont         | Sagi Muki          | Sagi Muki          |
| D | volný los            | Sagi Muki            | Sagi Muki          | Sagi Muki          | Sagi Muki          | Sagi Muki          |
| D | volný los            | Sagi Muki            | Sagi Muki          | Sagi Muki          | Sagi Muki          | Sagi Muki          |
| D | volný los            | Davit Nikogosjan     | Sagi Muki          | Sagi Muki          | Sagi Muki          | Sagi Muki          |
| D | volný los            | Davit Nikogosjan     | Sagi Muki          | Sagi Muki          | Sagi Muki          | Sagi Muki          |
| D | volný los            | Jorge Fernandes      | Jorge Fernandes    | Sagi Muki          | Sagi Muki          | Sagi Muki          |
| D | volný los            | Jorge Fernandes      | Jorge Fernandes    | Sagi Muki          | Sagi Muki          | Sagi Muki          |
| D | Eetu Laamanen        | Eetu Laamanen        | Jorge Fernandes    | Sagi Muki          | Sagi Muki          | Sagi Muki          |
| D | Künter Rothberg      | Eetu Laamanen        | Jorge Fernandes    | Sagi Muki          | Sagi Muki          | Sagi Muki          |